# Giuseppe Pitrè
Giuseppe Pitrè (Palerm, 22 de desembre de 1841 - 10 d'abril de 1916) va ser un escriptor italià, antropòleg i metge, nomenat l'any 1914 senador del Regne d'Itàlia a Sicília. És conegut principalment pel seu treball en el folklore regional. Va ser un dels col·leccionistes i estudiosos més importants de les tradicions populars de Sicília.

## Biografia
Pitrè va néixer a Palerm d'una família humil –el seu pare, un mariner, havia mort de febre groga a Nova Orleans–. Després de servir com a voluntari el 1860 en l'Expedició dels Mil sota el comandament de Giuseppe Garibaldi, es va graduar en medicina el 1866. També es va dedicar a l'estudi de la literatura, i va escriure els primers estudis científics sobre la cultura popular italiana, pioner italià en l'estudi etnogràfic. Va fundar l'estudi de la «psicologia popular», a Sicília i va exercir de professor en la Universitat de Palerm.
Entre 1871 i 1913, va compilar la Biblioteca delle tradizioni popolari siciliane (Biblioteca de les tradicions populars sicilians), una col·lecció de la cultura oral de Sicília editada en vint-i-cinc volums entre els anys 1871 i el 1913. Aquest treball inclou en les seves seccions, cançons d'amor, de protesta, de les estacions i de les cultures, jocs, proverbis, dits i conjurs, endevinalles, contes, espectacles, festivals, la medicina popular, llegendes, cartells, pasquins, noces i costums nupcials i del vestuari a la família, a la llar i a la vida dels sicilians. Destaquen les seves històries sobre Giufà personatge de la tradició popular.
Va col·laborar amb Salvatore Salomone Marino, amb qui va fundar el 1880, dirigint-la fins a 1906, la revista més important d'estudi sobre el folklore de l'època: Archivio per lo studio delle tradizioni popolari. Va mantenir correspondència amb erudits de tot el món. Aquestes cartes es conserven ara en una secció del Museu Etnogràfic Sicilià Giuseppe Pitrè de Palerm. El 1903 pels seus èxits indubtables en els estudis de les tradicions sicilianes, Pitrè va ser nomenat president de la Reial Acadèmia de Ciències i Lletres de Palerm, una posició que ell va dir que sempre havia governat amb «valentia i imparcial».
El 16 de febrer 1909 va ser escollit membre de l'Accademia della Crusca de Florència.

## Obres
- Biblioteca delle tradizioni popolari siciliane, pubblicato tra il 1871 e il 1913.
- Fiabe, novelle e racconti popolari siciliani e delle parlate siciliane, 1875.
- Grammatica Siciliana : un saggio completo del dialetto e delle parlate siciliane, 1875.
- Il Vespro Siciliano nelle tradizioni popolari della Sicilia, 1882.
- Novelle popolari toscane, 1885.
- La vita in Palermo cento e più anni fa, 1904. 2 vol.
- Medici, chirurgi, barbieri e speziali antichi in Sicilia (secoli XIII-XVIII), 1910.
- Il libro rosso.
- Le storie di Giufà.